# We are KinKi Kids Dome Concert 2016-2017 TSUYOSHI & YOU & KOICHI
『We are KinKi Kids Dome Concert 2016-2017 TSUYOSHI & YOU & KOICHI』(ウィーアー キンキキッズ ドームコンサート 2016-2017 TSUYOSHI & YOU & KOICHI)は、KinKi Kidsの21作目の映像作品、および18作目のライブビデオ。2017年7月12日にジャニーズ・エンタテイメントから発売。

## 概要
2016年12月22日から2017年1月2日にかけて行われたコンサートツアー『We are KinKi Kids DOME CONCERT 2016-2017 〜TSUYOSHI&YOU&KOICHI〜』から2017年1月2日京セラドーム公演の模様を収録。
2016年9月29日から同年11月2日にかけて行われたアリーナツアー『We are KinKi Kids Live Tour 2016 〜TSUYOSHI & KOICHI〜』の追加公演という形ではあるが、内容はアリーナツアーと一部異なっている。

## 仕様・特典
※DVDは3枚組、Blu-rayは2枚組。全形態共通でKinKi Kids 20th Anniversary キャンペーンID封入(通常盤は初回プレスのみ封入)。
初回限定盤
- 特典映像「MC 01.01」（元日公演のMC）収録
- 三方背ケース入り
- 48Pブックレット封入

通常盤
- 折りポスター封入

## 収録曲
※〈W ENCORE〉までは全仕様共通内容。初回盤約209分収録、通常盤約189分収録。

### Disc1
1. OVERTURE
2. Kissからはじまるミステリー
3. 愛されるより 愛したい
4. 情熱
5. ボクの背中には羽根がある
6. INTER
7. モノクローム ドリーム
8. naked mind
9. 陽炎 〜Kagiroi
10. 道は手ずから夢の花
11. (MC)
12. 雪白の月
13. (MC)
14. Danger Zone 〜to the unknown world〜 - 堂本光一
15. INTERACTIONAL - 堂本光一
16. LOVE CRIES - 堂本光一
17. Slave Maker - 堂本光一

### Disc2
1. LOVE - 堂本剛
2. LOVE XXXX - 堂本剛
3. FUNK SESSION - 堂本剛
4. 薔薇と太陽
5. Unlock Baby
6. Plugin Love
7. Fall Dance
8. スワンソング
9. 雨のMelody
10. 涙、ひとひら
11. カナシミ ブルー
12. Misty
13. Time
14. やめないで,PURE
15. Anniversary
16. 硝子の少年

〈ENCORE〉
1. 愛のかたまり
2. 銀色 暗号
3. 夜を止めてくれ
4. なんねんたっても

〈W ENCORE〉
1. ジェットコースター・ロマンス

〈SPECIAL REEL〉
- MC 01.01
  - 初回盤のみ収録（DVDはDISC3に収録）[4]。

## チャート成績
DVDが3.9万枚、Blu-rayが自身過去最高の5.2万枚を売り上げ、2017年7月24日付オリコン週間DVDおよびBDランキング、音楽DVDとBDの売上枚数を合算した「総合ミュージック映像ランキング」全てで1位を獲得した。